# Enrique López de la Alberca
Enrique López de la Alberca (Algorta, 1881-Bilbao, 1952) fue un médico pediatra español director de la Casa de Expósitos de Vizcaya durante 26 años. Subdirector de la Gota de Leche de Bilbao y secretario del Colegio de Sordomudos y Ciegos de Vizcaya en la Junta Provincial de Protección de la Infancia. Por todo ello se le concedió la Cruz de San Raimundo de Peñafort y el Ayuntamiento de Bilbao le dedicó una calle.

## Trayectoria profesional
Nació en Algorta, municipio de la provincia de Vizcaya, en 1881. Terminó la carrera de medicina a los 22 años y ganó por oposición el puesto de médico municipal del Ayuntamiento de Bilbao en 1906.
Entre 1910 y 1924 ocupó el cargo de subdirector de la Beneficencia Domiciliaria y Gota de Leche de Bilbao siendo director José Entrecanales Pardo.
Fue nombrado director de la Casa de Expósitos de Vizcaya en 1924 y permaneció al frente de la misma durante más de 25 años.
Fue vocal de la Beneficencia Domiciliaria y del Colegio de Sordomudos y Ciegos de Vizcaya en la Junta Provincial de Protección de la Infancia, de cuyo organismo fue también secretario.
Mantuvo una estrecha colaboración profesional con Jesús Alustiza Urteaga, director médico de la Casa Cuna de Fraisoro en Guipúzcoa.
Obtuvo muchos reconocimientos a su trabajo destacando la Cruz de San Raimundo de Peñafort. El Consejo Superior de Protección de la Infancia le otorgó el Diploma al Mérito y el Diploma de Honor y el Ayuntamiento de Bilbao premió su labor dando su nombre a una de las calles de la villa.